# El heredero de Casa Pruna
El heredero de Casa Pruna, známý také pod názvem Los Guapos del parque, je španělský němý film z roku 1904. Režisérem je Segundo de Chomón (1861–1938). Film trvá zhruba 6 minut. Film byl do roku 2002 považován za ztracený, než byla v Museu del Cine v Gironě nalezena kopie, které chyběly jen poslední vteřiny. Film je považován za první španělský komediální film.

## Děj
Film zachycuje muže, jak si podá inzerát na novou manželku. Jeho pozornost však přitahuje více žen, než očekával, a brzy nato ho pronásleduje tucet žen, které s ním touží mít svatbu.